# Sereno E. Payne

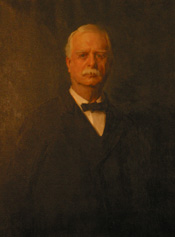
Sereno E. Payne

Sereno Elisha Payne (* 26. Juni 1843 in Hamilton, New York; † 10. Dezember 1914 in Washington, D.C.) war ein US-amerikanischer Jurist und Politiker. Zwischen 1883 und 1887 sowie zwischen 1889 und 1914 vertrat er den Bundesstaat New York im US-Repräsentantenhaus.

## Werdegang
Sereno Elisha Payne wurde ungefähr drei Jahre vor dem Ausbruch des Mexikanisch-Amerikanischen Krieges im Madison County geboren. Er besuchte die Auburn Academy. 1864 graduierte an der University of Rochester. Er studierte Jura. Nach dem Erhalt seiner Zulassung als Anwalt 1866 begann er in Auburn zu praktizieren. Seine Studienzeit war vom Bürgerkrieg überschattet. Er arbeitete 1867 und 1868 als City Clerk in Auburn. Dann bekleidete er 1871 und 1872 den Posten als Supervisor. Zwischen 1873 und 1879 war er Bezirksstaatsanwalt im Cayuga County und zwischen 1879 und 1882 Präsident im Bildungsausschuss von Auburn. Im Januar 1899 wurde er in die American-British Joint High Commission berufen. Politisch gehörte er der Republikanischen Partei an.
Bei den Kongresswahlen des Jahres 1882 für den 48. Kongress wurde Payne im 26. Wahlbezirk von New York in das US-Repräsentantenhaus in Washington D.C. gewählt, wo er am 4. März 1883 die Nachfolge von John H. Camp antrat. 1884 kandidierte er im 27. Wahlbezirk von New York für den 49. Kongress. Nach einer erfolgreichen Wahl trat er am 4. März 1885 die Nachfolge von James Wolcott Wadsworth an. Er schied nach dem 3. März 1887 aus dem Kongress aus. Payne wurde in einer Nachwahl in den 51. Kongress gewählt, um dort die Vakanz zu füllen, die durch den Tod von Newton W. Nutting entstand. Seinen Sitz im US-Repräsentantenhaus nahm er am 2. Dezember 1889 ein. Bei den Kongresswahlen des Jahres 1890 wurde er in den 52. Kongress gewählt. 1892 kandidierte er im 28. Wahlbezirk von New York für den 53. Kongress. Nach einer erfolgreichen Wahl trat er am 4. März 1893 die Nachfolge von Hosea H. Rockwell an. Er wurde viermal in Folge wiedergewählt. Bei den Kongresswahlen des Jahres 1902 für den 58. Kongress wurde er im 31. Wahlbezirk von New York in das US-Repräsentantenhaus gewählt, wo er am 4. März 1903 die Nachfolge von James Breck Perkins antrat. Er wurde viermal in Folge wiedergewählt. 1912 kandidierte er im 36. Wahlbezirk von New York für den 63. Kongress. Nach einer erfolgreichen Wahl trat er am 4. März 1913 die Nachfolge von Charles Bennett Smith an. Er wurde in den 64. Kongress gewählt, verstarb allerdings vor dem Ende des 63. Kongresses am 10. Dezember 1914 in Washington D.C. Während seiner Kongresszeit hatte er den Vorsitz im Committee on Merchant Marine and Fisheries (54. und 55. Kongress) und Committee on Ways and Means (56. bis 61. Kongress). Ferner war er der House Majority Leader (57. bis 61. Kongress) der republikanischen Fraktion. Sein Leichnam wurde auf dem Fort Hill Cemetery in Auburn beigesetzt.